# Герб Стріхівців
Герб Стріхівців — офіційний символ села Стріхівці Ярмолинецького району Хмельницької області, затверджений 2 липня 2018р. рішенням №12 сесії сільської ради. Автори - В.М.Напиткін, К.М.Богатов, П.Б.Войталюк, О.М.Тимощук, О.П.Погорілий. Герб є промовистим.

## Опис
У синьому полі срібна хата під золотою стріхою, над якою в косий хрест покладені дві срібні козацькі шаблі, вістрями догори, супроводжувані вгорі золотим шістнадцятипроменевим сонцем. Щит вписаний у декоративний картуш і увінчаний золотою сільською короною. Унизу картуша написи "СТРІХІВЦІ" і "1491". 

## Символіка
Хата під стріхою означає назву села, шаблі - символ захисту рідного дому, 1491 - рік першої писемної згадки про село.